# Ljudmila Stanislawowna Smirnowa
Ljudmila Stanislawowna Smirnowa (russisch Людмила Станиславовна Смирнова; englisch Lyudmila Smirnova; * 21. Juli 1949 in Leningrad) ist eine ehemalige sowjetische Eiskunstläuferin, die im Paarlauf startete, und ehemalige sowjetische und russische Eiskunstlauftrainerin.
Smirnowa begann 1955 mit dem Eiskunstlaufen. Ihr erster Eiskunstlaufpartner war Andrei Suraikin. Das Paar wurde zum stärksten Konkurrenten für die überragenden Irina Rodnina und Alexei Ulanow. Angefangen bei ihrem Debüt bei Welt- und Europameisterschaften im Jahr 1970 bis einschließlich 1972 beendeten Smirnowa und Suraikin alle drei Weltmeisterschaften (Ljubljana 1970, Lyon 1971, Calgary 1972) und alle drei Europameisterschaften (Leningrad 1970, Zürich 1971, Göteborg 1972) auf dem Silberrang hinter Rodnina und Ulanow. Auch bei den Olympischen Spielen 1972 in Sapporo ergab sich diese Rangfolge.
Smirnowa verliebte sich in Alexei Ulanow. Dies führte zur Trennung beider Eiskunstlaufpaare. Die Trennungen waren schon vor den Olympischen Spielen 1972 beschlossene Sache. Ljudmila Smirnowa heiratete Alexei Ulanow und startete ab 1973 mit ihm zusammen im Paarlauf. Bei der Europameisterschaft in Köln und der Weltmeisterschaft in Bratislava gewannen Smirnowa und Ulanow die Silbermedaille, beide Male hinter Rodnina und ihrem neuen Partner Alexander Saizew. Bei der Europameisterschaft 1974 in Zagreb reichte es nur zur Bronzemedaille hinter ihren Landsleuten und Romy Kermer und Rolf Oesterreich aus der DDR. Das DDR-Paar konnten sie bei der Weltmeisterschaft in München wieder bezwingen und wurden erneut Vize-Weltmeister hinter Rodnina und Saizew. Daraufhin beendeten Smirnowa und Ulanow 1974 ihre aktive Eiskunstlaufkarriere.
Smirnowa studierte Sport an der Staatlichen Pädagogischen Hochschule „A. I. Herzen“ in Leningrad. Sie trainierte Kinder und wurde Direktorin einer Eiskunstlaufschule in ihrer Heimatstadt Sankt Petersburg.

## Privates
Smirnowa war mit Alexei Ulanow bis zur Jahrtausendwende verheiratet. Der Sohn Nikolai war 10 Jahre lang Solist der Eisshows „Holiday on Ice“ und „Disney On Ice“ und gründete dann in St. Petersburg die Eiskunstlaufschule „Dinastija“. Die Tochter Irina versuchte sich ohne größere Erfolge im Eiskunstlaufsport und trat mit Alexander Smirnow und Maxim Trankow im Paarlauf an. Nach ihrer Karriere trat sie sechs Jahre lang in der Show Disney On Ice auf.

## Ergebnisse

### Paarlauf
(mit Andrei Suraikin)
| Wettbewerb / Jahr           | 1970 | 1971 | 1972 |
| --------------------------- | ---- | ---- | ---- |
| Olympische Winterspiele     |      |      | 2.   |
| Weltmeisterschaften         | 2.   | 2.   | 2.   |
| Europameisterschaften       | 2.   | 2.   | 2.   |
| Sowjetische Meisterschaften | 2.   | 2.   |      |

(mit Alexei Ulanow)
| Wettbewerb / Jahr           | 1973 | 1974 |
| --------------------------- | ---- | ---- |
| Weltmeisterschaften         | 2.   | 2.   |
| Europameisterschaften       | 2.   | 3.   |
| Sowjetische Meisterschaften | 3.   |      |